# تياغو فرنانديز
تياغو فرنانديز (بالبرتغالية: Tiago Fernandes‏) هو لاعب كرة مضرب برازيلي. سبق أن وصل للتصنيف الأول عالميا في فئة الناشئين حسب تصنيف الاتحاد الدولي لكرة المضرب. يدربه لاري باسوس وهو المدرب السابق للاعب غوستافو كويرتن.

## النهائيات

### الفردي: 1 (0–1)
| الحصيلة | التاريخ      | الدورة           | الأرضية | المنافس في النهائي | النتيجة    |
| الوصافة | 4 أبريل 2011 | ريسيفي، البرازيل | صلبة    | تاتسوما إيتو       | انتصار سهل |

## روابط خارجية
- تياغو فرنانديز على موقع رابطة محترفي التنس (الإنجليزية)
- تياغو فرنانديز على موقع الاتحاد الدولي لكرة المضرب (الإنجليزية)
- تياغو فرنانديز على موقع خلاصة التنس.كوم (الإنجليزية)
- تياغو فرنانديز على موقع إي إس بي إن.كوم (الإنجليزية)
- تياغو فرنانديز على موقع أوليمبيديا (الإنجليزية)